# Mazama vermell
El mazama vermell (Mazama rufina) és un petit cérvol poc estudiat originari dels Andes. És un dels mazames més petits. El color del seu pelatge va del marró vermellós al gris, amb la part inferior blanca. A vegades, el mazama de Mérida és considerat una subespècie d'aquesta espècie.
El mazama vermell podria haver format una part importantde la dieta de la gent de la cultura de Las Vegas, del Plistocè.